# Posąg Ceres

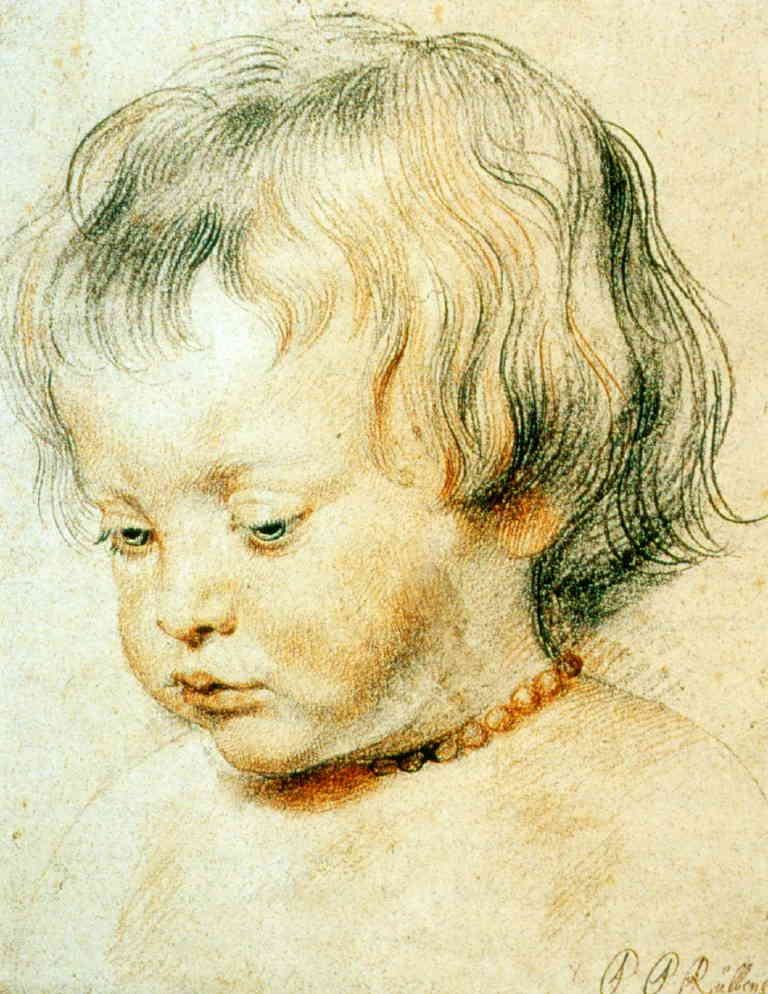
Portret Alberta (Albertina), Wiedeń

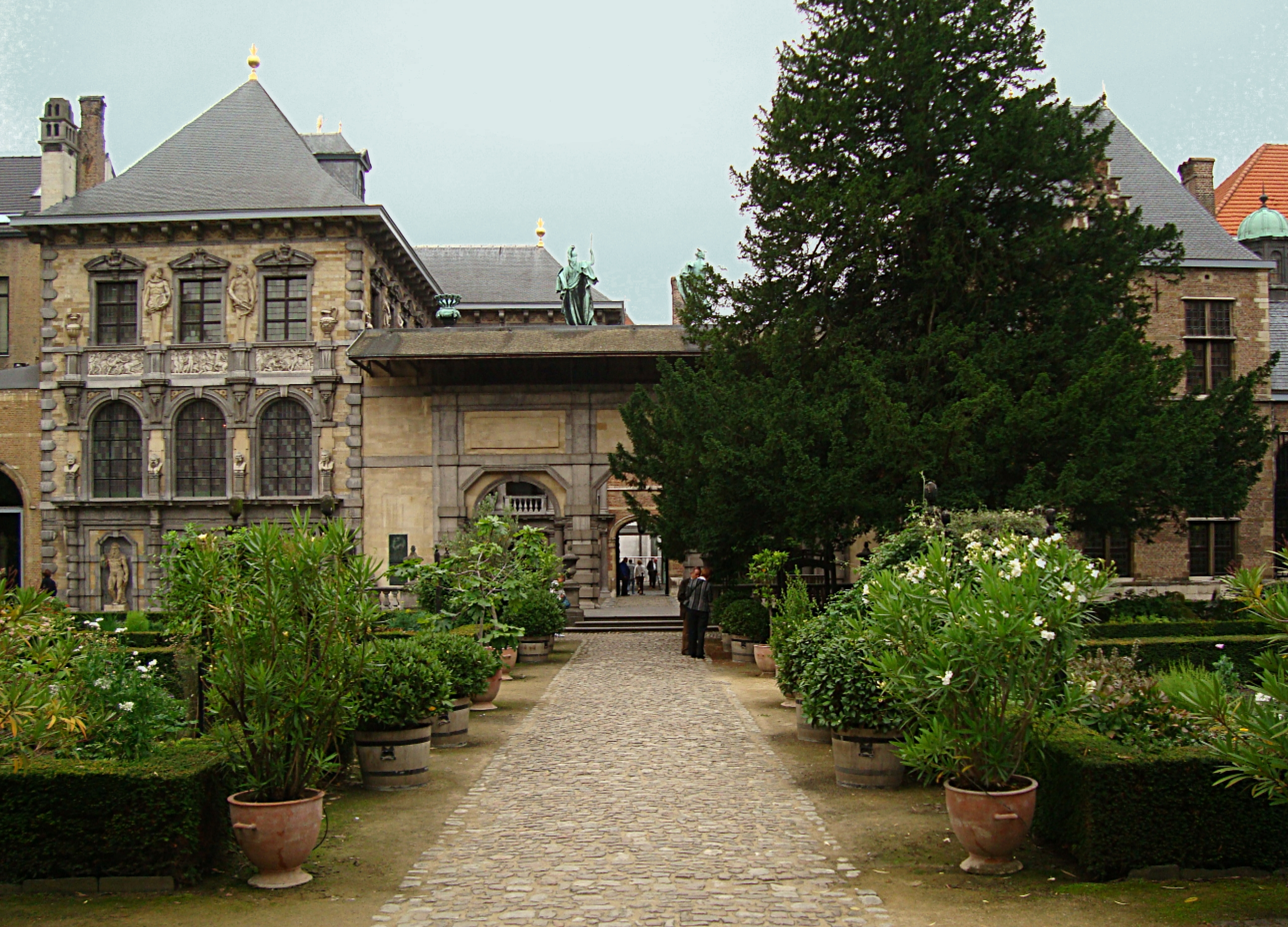
Łukowe wejście do domu Rubensa było inspiracją do niszy, w której stoi Ceres

Posąg Ceres (niderl. Standbeeld van de godin Ceres in een nis) – obraz malarza flamandzkiego Rubensa.

## Proweniencja
W 1760 roku obraz został sprzedany w Hadze za 1210 guldenów. Do Ermitażu trafił z Brukseli w 1768 roku, z kolekcji Carla de Cobena.

## Tematyka obrazu
Obraz przedstawia rzymską boginię płodności Ceres, której składane są ofiary przez puttów. Dzieło ma głównie wyraz symboliczny, wyraża ideę jedności życia i sztuki oraz przeszłości i przyszłości – ukazane przez umieszczenie posągu w architektonicznym obramowaniu i składanych przed nim darów natury. Wesołe putta symbolizują „szczęśliwość narodów”. Putta mają skrzydła ważki lub motyla, co miało symbolizować przemijający czas lub nieśmiertelność.

## Analogie tematyczne
Rubens bardzo często wykorzystywał te same motywy do innych swoich dzieł. Równie często malowane przez niego postacie miały rysy twarzy żyjących mu współcześnie ludzi lub członów rodziny, w tym jego dzieci. Również motywy Posągu Ceres mają swoją analogiczną formę na obrazie Trzy Gracje adorujące Naturę. Motyw girland występuje także na innych obrazach z tego okresu, takich jak Girlanda owoców i Madonna z girlandą, znajdujących się w Monachium oraz na obrazie Madonna z girlandą z Luwru. Girlandy są jedynym motywem na obrazie, który nie został namalowany przez Rubensa, lecz przez Fransa Snydersa (1579–1657). Sam posąg był prawdopodobnie wzorowany na starożytnej rzeźbie Demeter, znajdującej się w Galerii Borghese w Rzymie, a różniącej się od tej na obrazie jedynie brakiem prawej ręki.
Grupa puttów również ma swoje pierwowzory. Jeden z nich, stojący po lewej stronie prawie przodem do widza, jest wzorowany na rzeźbie fontannowej zwanej Chłopiec z gęsią. Drugi, stojący po prawej, jest podobny do często spotykanych rzeźb Chłopca z dzbanem. Według Rudolfa Oldenbourga, niemieckiego znawcy dzieł Rubensa, jeden z puttów znajdujących się na górze po lewej stronie, ma głowę uderzająco podobną do tej z obrazu Correggia Merkury pouczający Kupidyna w obecności Wenus (National Gallery w Londynie). Ta sama postać jest również podobna do portretu drugiego syna Rubensa – Nicolasa. Nisza, w której stoi Ceres, jest niemal identyczna z prawdziwą budowlą architektoniczną – z łukiem znajdującym się przed domem mistrza („Rubenshuis”, Antwerpia), a lampy znajdujące się na górze obrazu – z detalem pochodzącym z dachu tego samego domu.